# Gołuchów
Gołuchów è un comune rurale polacco del distretto di Pleszew, nel voivodato della Grande Polonia.
Ricopre una superficie di 135,45 km² e nel 2004 contava 9 693 abitanti.